# Reserva Natural de De Hoop
A Reserva Natural de De Hoop é uma área natural da província do Cabo Ocidental, África do Sul, e uma das oito áreas incluídas no sítio Património Mundial da Unesco Áreas Protegidas da Região Floral do Cabo. Fica à três horas da Cidade do Cabo, na região de Overberg, perto do Cabo das Agulhas, a ponta sul da África. Com aproximadamente 340 quilômetro quadrados (130 sq mi) de área é uma das maiores áreas naturais geridas pela CapeNature.

## História
A quinta De Hoop foi adquirida pela Administração da Província do Cabo em 1956. Vários acréscimos foram sendo feitos à área inicial, até ser atingida a dimensão atual de 36 000 ha em 1991. A reserva marinha de De Hoop foi declarada em 1986 e é uma das maiores de África: estende-se até três milhas náuticas ao largo da costa e cobre uma superfície de 23 000 ha.

## Valores naturais
A reserva cobre sete zonas de habitat:
- costa rochosa
- praias de areia
- dunas de areia
- planície costeira
- montes cársicos
- o vlei (sapal) de De Hoop, declarado um sítio Ramsar
- os Montes Potberg

O principal tipo de vegetação é o fynbos das terras baixas, particularmente vulnerável à pressão humana, que ocorre nas formações calcárias por toda a reserva. O fynbos de altitude ocorre nos arenitos dos Montes Potberg na zona nordeste da reserva.
Os números para a conservação são deveras impressionantes para apenas 360 km² de superfície terrestre:
- 1500 espécies de plantas
- 86 espécies de mamíferos, incluindo a zebra-da-montanha Equus zebra zebra
- 260 espécies de aves, incluindo o grifo-do-cabo Gyps coprotheres
- 14 espécies de anfíbios
- 50 espécies de répteis

O parque marinho conta com 250 espécies de peixes marinhos e sete espécies de baleias, entre as quais a baleia-direita-austral Eubalaena glacialis que o visita durante o Inverno e a Primavera. O raro ostraceiro-preto-africano Haematopus moquini pode ser encontrado na costa durante todo o ano.
Existem diversos edifícios de interesse histórico, e muitos sítios arqueológicos importantes. O complexo da quinta De Hoop é monumento nacional.

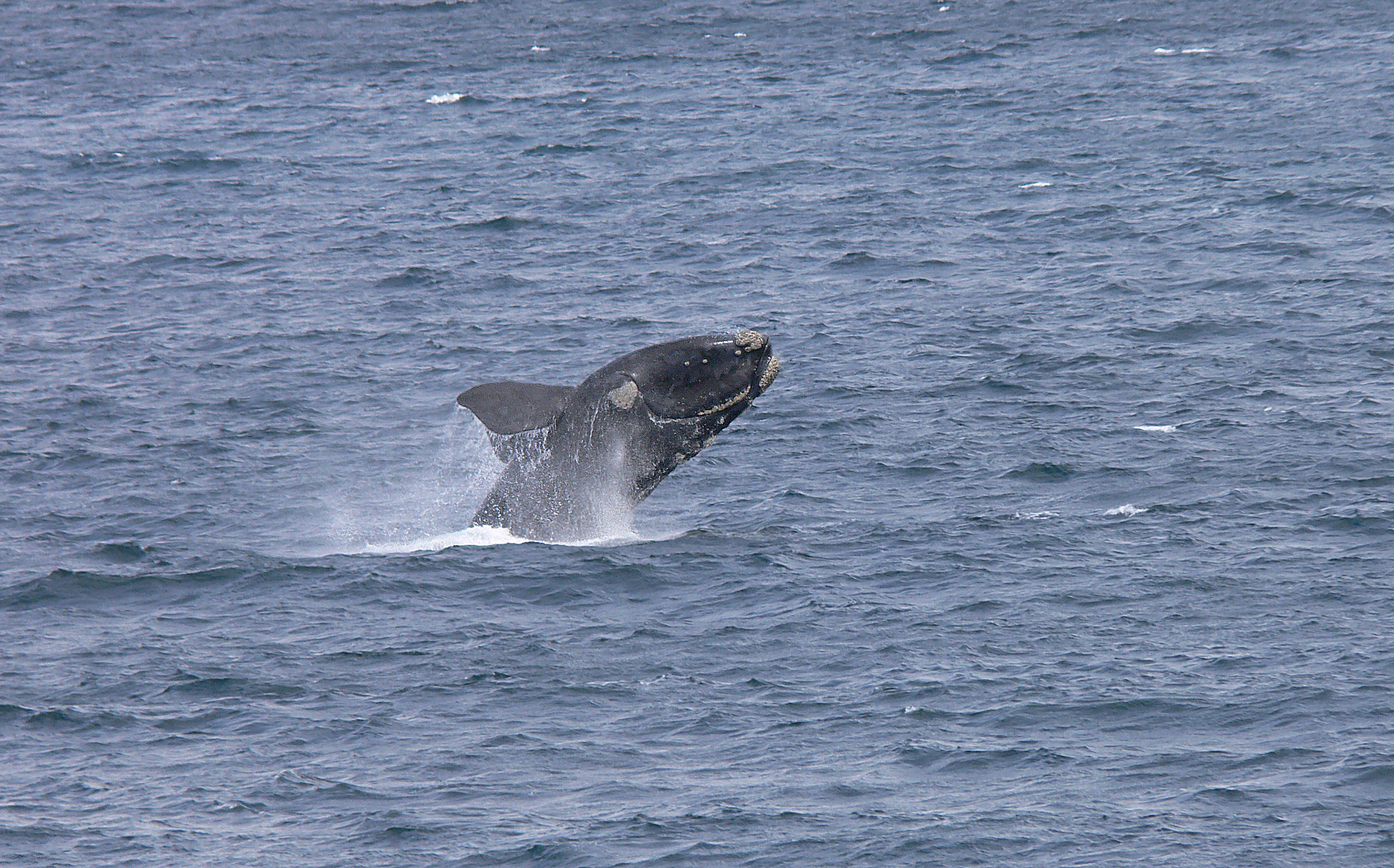
Baleia-franca-austral (Eubalaena australis)
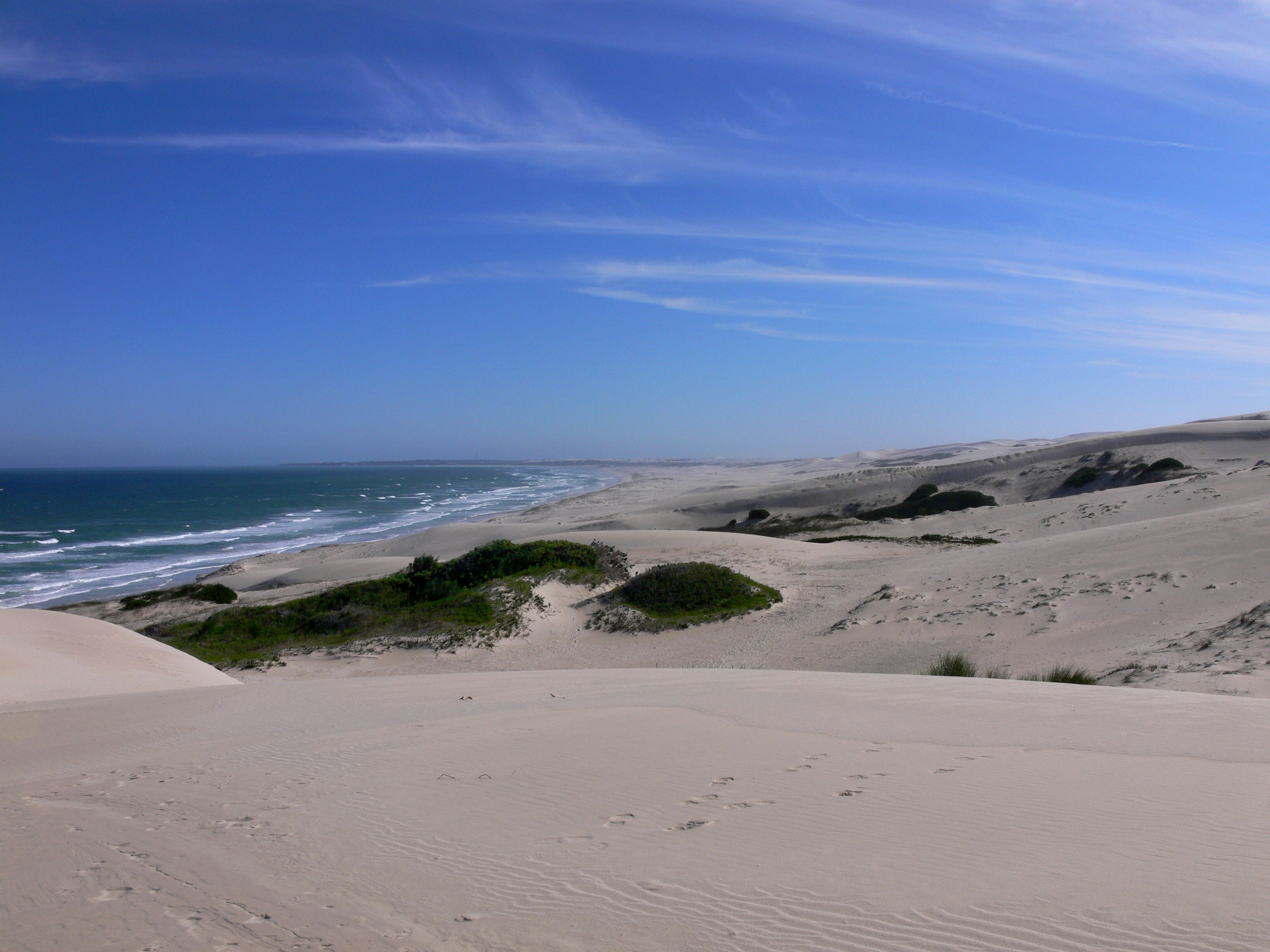
Dunas
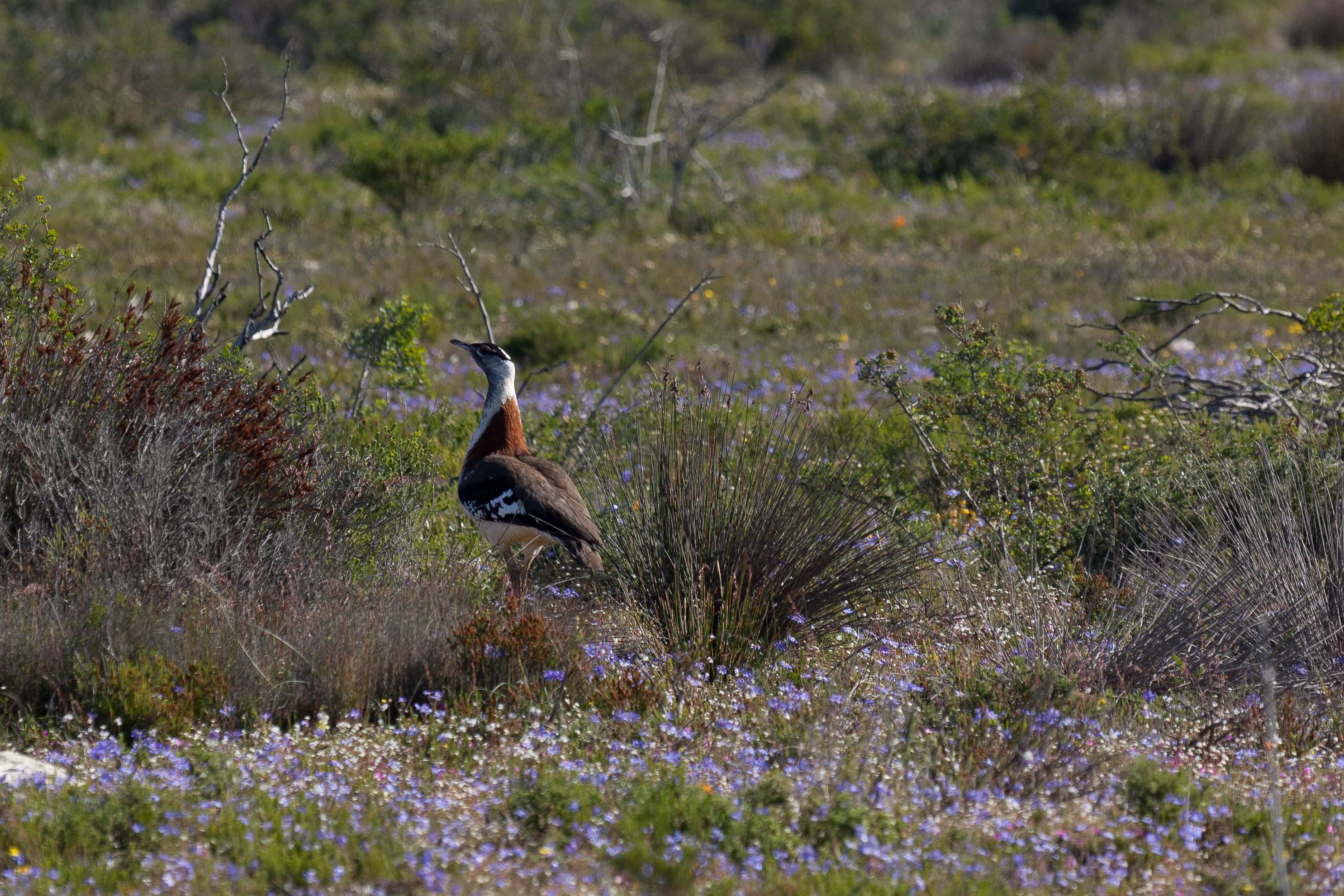
Abetarda-de-ludwig   (Neotis ludwigii)
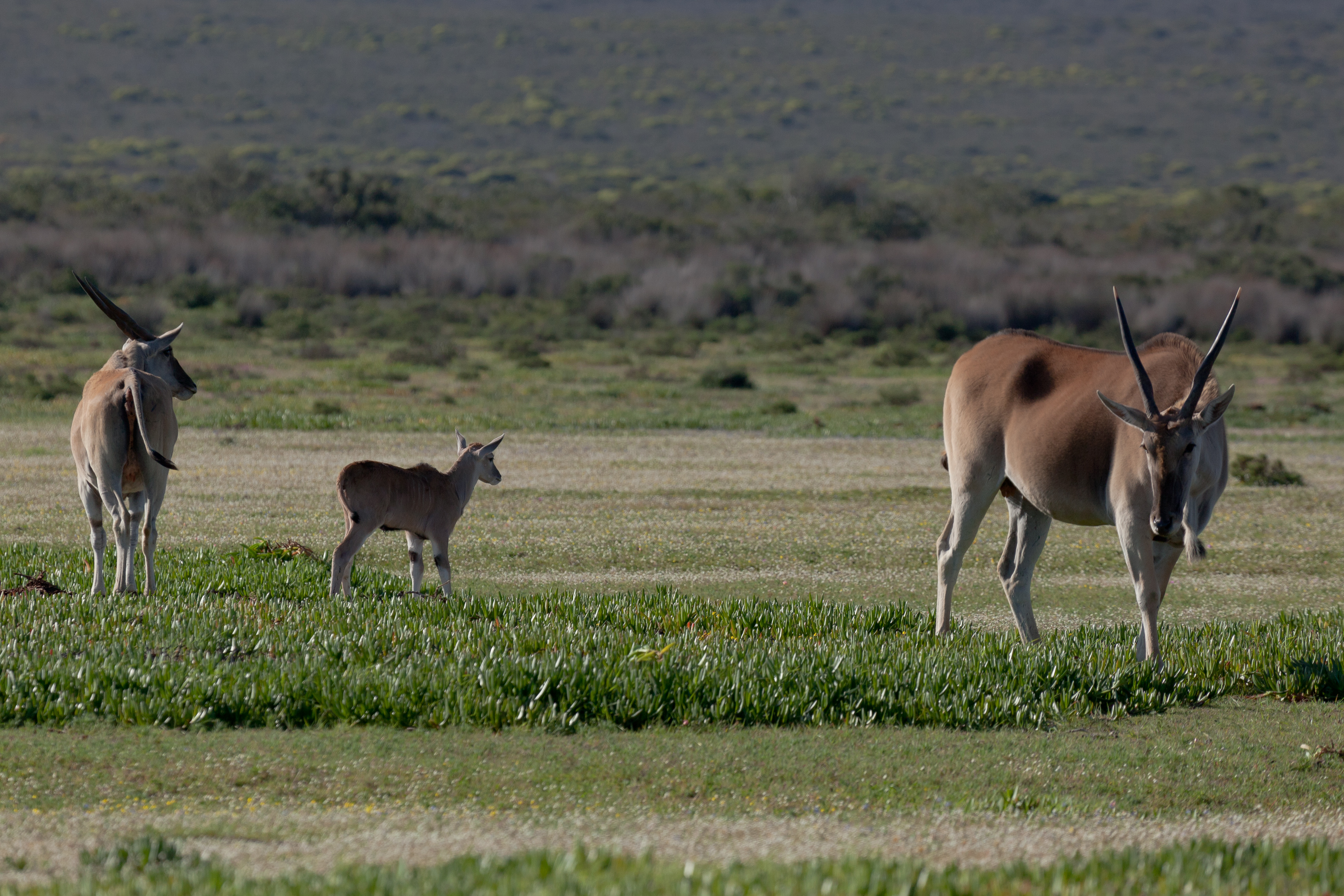
Elande